# 仲條拓躬
仲條 拓躬（なかじょう たくみ）は、石原莞爾平和思想研究会の会長。
東京都足立区生まれ。

## 役職
現任理事等は以下の通りである。
1. 広い分野での助け合う仲間の輪　７つのchange the world (主催者)

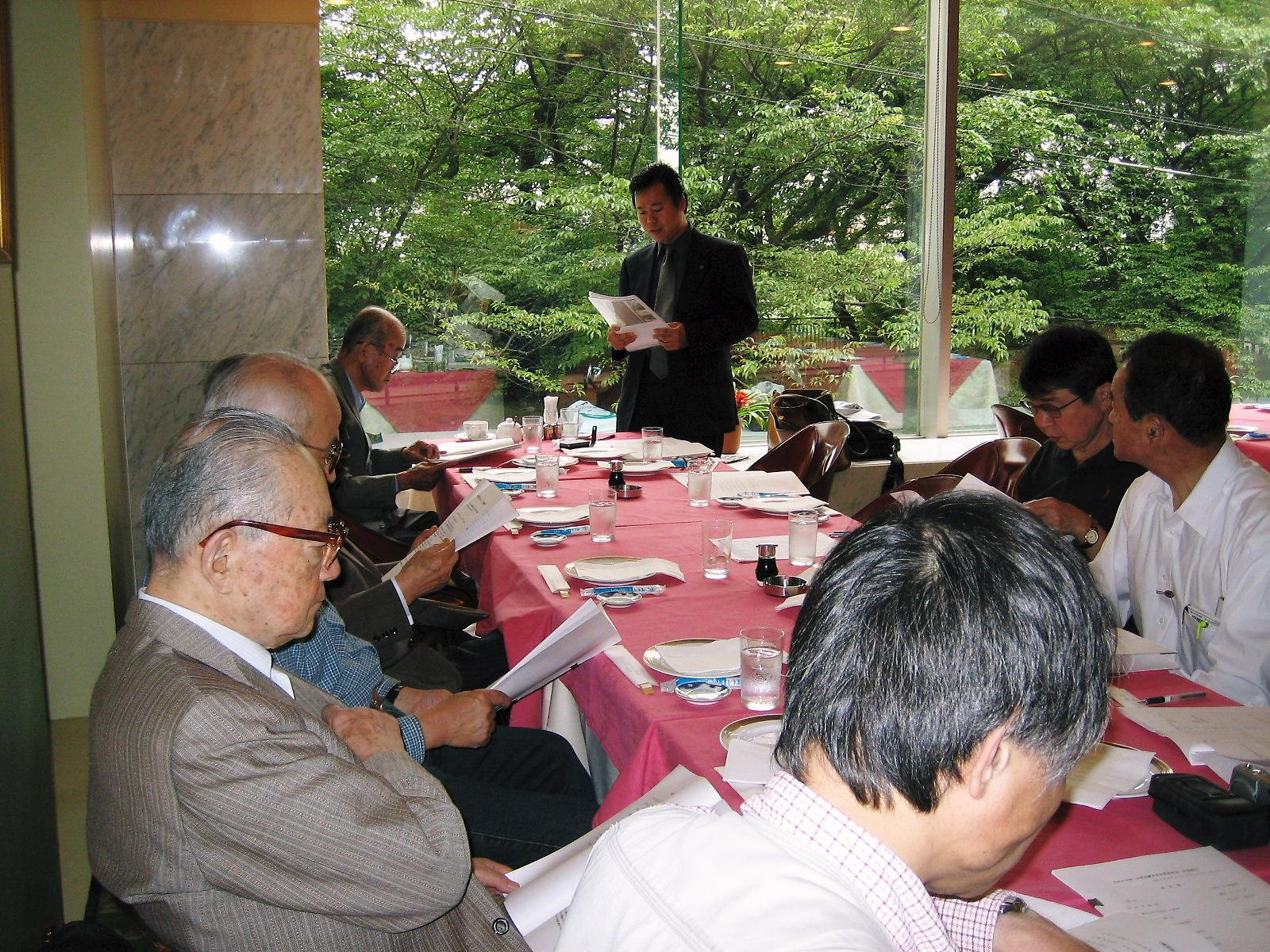
アルカディア市ヶ谷　運営委員会風景

2. 一般社団法人東京社会保険協会　墨田支部　(副支部長)
3. 東京都年金委員会連合会　(理事)
4. 向島労働基準協会　(会長代行)
5. 日本俳優連合団体悪友会　(顧問)
6. 関東無線倶楽部　(会長)
7. 東京商工会議所　墨田支部　(評議員)
8. 墨田労務厚生委員会　(副委員長)
9. 東北森林管理局　(緑のオーナー)
10.東京都健康づくり指導委員
11.千葉県立高等学校　(副会長)
12.日本将棋連盟五段　親将会 (代表)
13.同和問題推進委員
14.我孫子市連絡協議会16学童保育　(議長)
15.我孫子谷津大学校友の会 (会員)
16.墨田支部　環境委員会　(副委員長)
17.政治団体　子供の未来を守る会　(創始者)
18.陸上貨物運送事業　労働災害防止協会　(代議員)
19.日本年金機構　墨田年金委員会　(会長)
20.一般社団法人墨田産業協会　(副会長)
21.一般社団法人東京都トラック協会　墨田支部　(常任理事)
22.向島自衛消防団　(隊長)
23.財団法人　科学技術広報財団　(会員)
24.手賀沼ビオトーブ水田　(代表)
25.墨田・葛飾職業協会　(副会長)
26.石原莞爾青年部会　(相談役)
27.警視庁向島警察署懇話会　（常任理事）
28.財団法人東京社会保険協会　（評議員）
29.東京都公安委員会　（不当要求防止責任者）　

## 人物
・石原莞爾平和思想研究会の青年部会に極真会館創始者の大山倍達がいて父・仲條立一の関係で面識がある。父・仲條立一が日本新党で政治活動を行なっていたので政治家と深い関係にある。日本将棋連盟五段である。地域の団体役員の理事などを歴任している。
・管理人をしているchange the worldのサークルの主催者であり、関東のオフ会に出没。
・武田邦太郎から農業の影響を受けビオトープ水田を始める。
・我孫子市の谷津大学校卒業７期生で自然の大切さを学びビオトープ水田の代表を務め米作りや無農薬野菜を手がける。

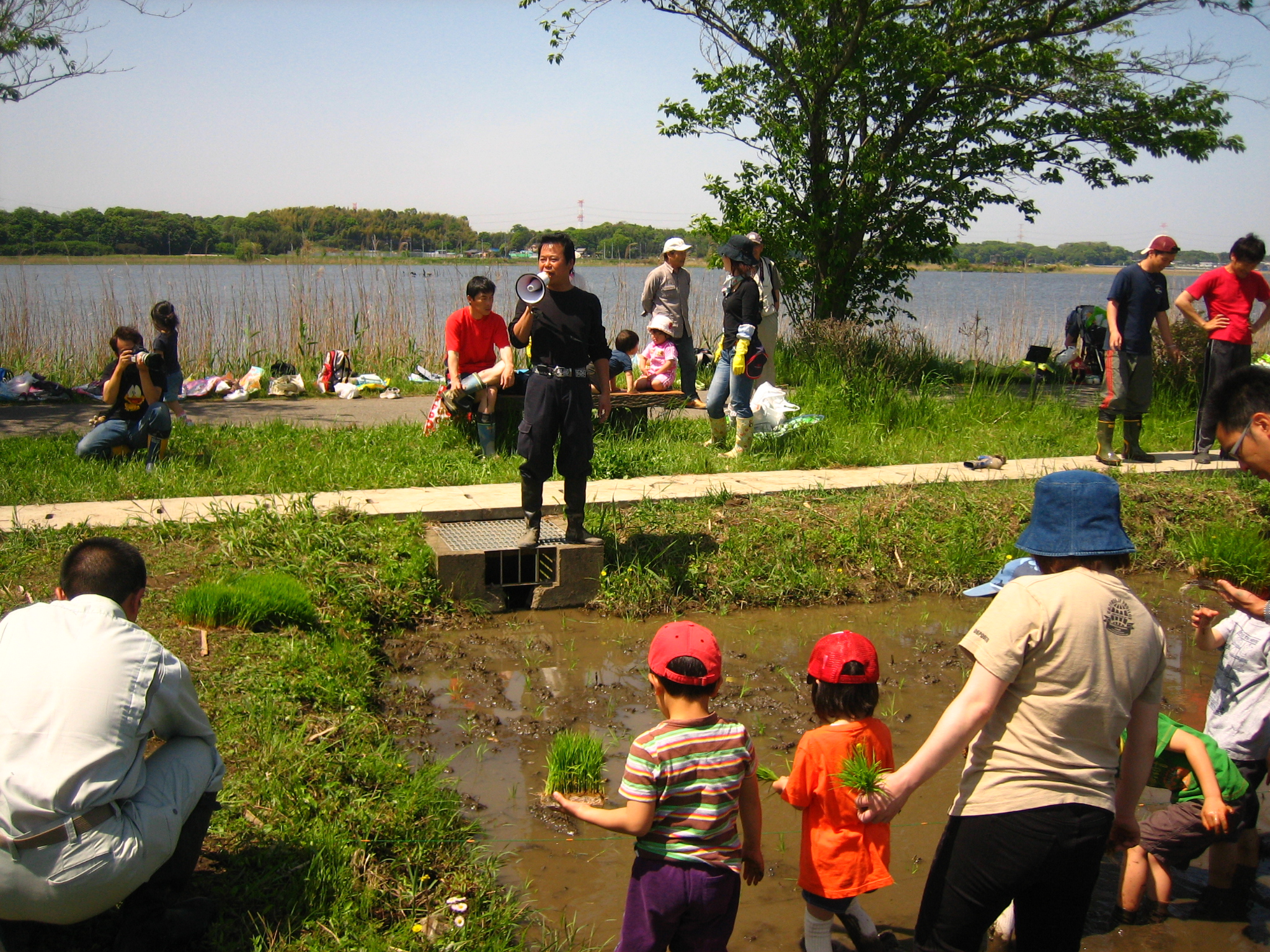
我孫子市手賀沼のビオトープ水田

・石原莞爾の思想に基づき、「恒久平和」「農工一体」を訴える。恒久平和を実現するかを模索している。
　また、農業と工業との調和の取れた「農工一体」のあり方を描き、そこから自給率の向上の戦略を提言している。

平成２９年　　１１月  　１日       厚生労働大臣表彰
平成２９年　　１１月　１５日　　関東運輸局東京運輸支局長表彰
平成２８年　　１１月　２５日　　交通栄誉賞緑十字銅賞
平成２５年　　　５月　１４日　　警視庁交通部長感謝状